# Гојко Ђого
Гојко Ђого (Влаховићи, код Љубиња, 1. новембар 1940) српски је књижевник, песник и есејиста. Редовни је члан Академије наука и умјетности Републике Српске и Сената Републике Српске, као и Удружења књижевника Србије, Српског ПЕН центра и Удружења „Адлигат” у којем се налази и Збирка књижевника Гојка Ђоге.

## Живот
Гојко Ђого рођен је у јесен 1940. године у Влаховићима (Општина Љубиње) у Херцеговини. Основну школу је похађао у родном месту Влаховићима, а гимназију матурирао у Стоцу. Дипломирао је 1964. године на катедри за Општу књижевност са теоријом књижевности Филозофског факултета у Београду. Радио је две године као новинар у листу Дуги, па постао уредник књижевне и издавачке делатности у Дому омладине Београда. Уређивао је едицију ДОБ и био водитељ књижевних трибина. Касније је извесно време био директор Издавачко-књижарске агенције "Тачка". Јавља се и као оснивач и уредник књижевног часописа Књижевна реч. Прву књигу (и то песничку) је под насловом Туга пингвина, објавио је 1967. године у Београду.
Током 80-их година прошлог века се истакао као дисидент и противник комунистичког режима, због чега је, између осталог, Милорад Вучелић захтевао да Ђого буде ухапшен. Занимљиво да су се односи између Вучелића и Ђога касније значајно поправили, чак толико да је Вучелић протестовао када је Ђого, неколико година касније, ухапшен (чак је предлагао да се Ђогу додели и орден).
Гојко Ђого је 1981. године осуђен на две године затвора због збирке песама Вунена времена којом је "извршио дело непријатељске пропаганде" као и „вређала лик и дело Јосипа Броза Тита“. Београдска просвета је априла те године одштампала тираж књиге, која је међутим 25. маја 1981. године повучена и уништена. Песник је ухапшен 29. маја а потом судски процесуиран. Пресуда је затим била преиначена од стране Врховног суда у Београду на годину дана. Издржао је једним делом затворску казну; по изласку из тамнице неколико година је био у изолацији; није могао објављивати дела нити јавно наступати.
Један је од тринаест интелектуалаца који су 1989. године обновили рад предратне Демократске странке. Био је један од оснивача и уредник, поново покренутог политичког листа Демократија.
Потпредседник је Међународног одбора за истину о Радовану Караџићу. Много пута оптуживан да помаже скривање Караџића као хашког бегунца, а у вези са тим на промоцији књиге „Ратна писма“ Радована Караџића је изјавио: Радован Караџић је прегледао писма која смо намеравали да објавимо, али је из оправданих разлога стигао да стави извесне белешке на само нека од њих. У књизи нема никаквих трагова који би упућивали на везе и односе са Караџићем, али је евидентно да они постоје. Зашто бисмо то скривали? То је јасно свакоме ко узме у руке књигу Ратна писма. Ова његова изјава је изазвала велике реакције, како симпатизера Радована Караџића, тако и политичара који су апеловали на полицију да испита Ђога поводом ових тврдњи.
На суђењу председнику Милошевићу у Хагу су, такође, пуштани снимци телефонских разговора између Радована Караџића и Гојка Ђога, који је те 1991. године (када су разговори начињени) био председник Удружења Срба из БиХ у Србији.
2005. године поводом позива Караџићеве супруге своме мужу да се добровољно преда, Ђого је изјавио: „Зашто Тужилаштво у Хагу не објави документа која има и која добрим делом обеснажују оптужницу против Караџића, а посебно део за Сребреницу“. Овом изјавом Ђого је подигао питање да ли Тужилаштво Хашког трибунала скрива ослобађајућа документа против оптуженика. Овим поводом суд у Хагу се није огласио.
Ђого живи и ради у Београду.
За дописног члана Академије наука и умјетности Републике Српске изабран је 27. јуна 1997, а за редовног 21. јуна 2004. Гојко Ђого је био члан првог Сената Републике Српске од 1996. године до до 2006. године.
Управни одбор Удружења књижевника Србије га је 30. марта 2012. године предложио за дописног члана Српске академије наука и уметности. Члан је Српског ПЕН центра и Удружења за културу, уметност и међународну сарадњу „Адлигат” (од 2012) у којем се налази и Збирка књижевника Гојка Ђога са великим бројем првих и ретких издања са дугим посветама „Адлигату”.
Његов син је помоћник режије и редитељ Балша Ђого.

## Награде и признања
- Награда „Милан Ракић”, за књигу Црно руно, 2002.[2]
- Награда „Бранко Миљковић”, за књигу Црно руно, 2002.[2]
- Награда „Лаза Костић”, за књигу Црно руно, 2003.[2]
- Награда „Петровдански вијенац”, за књигу Песме, 2007.[2]
- Награда „Жичка хрисовуља”, 2012.[2]
- Змајева награда, за књигу Грана од облака, 2015.[2]
- Награда „Јефимијин вез”, за књигу Грана од облака, 2015.[2]
- Награда „Бранко Ћопић”, за књигу Грана од облака, 2015.[2]
- Дучићева награда, 2016.[6]
- Награда „Заплањски Орфеј”, за песму „Љубав”, 2017.[2]
- Награда „Златни крст кнеза Лазара”, 2019.[2]
- Награда „Печат времена”, за књигу Клупко, 2019.[2]
- Грамата Песничке републике, за књигу Вунена времена, 2021.[7]
- Награда „Др Шпиро Матијевић”, за књигу Пут за хум, 2023.[2]
- Награда прстен деспота Стефана Лазаревића, 2023.[8]
- Награда Извискра Његошева, 2024.[9][10]

## Извори
1. 1 2  „Гојко Ђого”. Академија наука и умјетности Републике Српске. 2004. Приступљено 31. 3. 2012.
2. 1 2 3 4 5 6 7 8 9 10 11 12 13 14 15 16  „Гојко Ђого”. anurs.org. Приступљено 31. 1. 2024.
3. ↑  „Архивирана копија”. Архивирано из оригинала 06. 08. 2020. г. Приступљено 02. 08. 2019.
4. ↑  „За дописне чланове САНУ предложено 18 књижевника”. Радио-телевизија Републике Српске. 30. 3. 2012. Приступљено 31. 3. 2012.
5. ↑  Архивска документација Удружења за културу, уметност и међународну сарадњу „Адлигат". 2020. Званични сајт:  https://adligat.rs/.
6. ↑  Интелектуалцима је боље да ћуте него да ударају главом о зид („Политика“, 9. април 2016)
7. ↑  „ПРИЗНАЊЕ ВЕЛИКОМ ПЕСНИКУ: Гојко Ђого добитник Грамате Песничке републике”. NOVOSTI (на језику: српски). Приступљено 2021-08-20.
8. ↑  „ПРЕСТИЖНА НАГРАДА У КРУШЕВЦУ: Гојку Ђогу - прстен Деспота Стефана Лазаревића (ФОТО)”. NOVOSTI (на језику: српски). Приступљено 2023-10-12.
9. ↑  „GOJKO ĐOGO PROGLAŠEN DOBITNIKOM NAGRADE "IZVIISKRA NJEGOŠEVA": Stihom protiv novih cenzora”. NOVOSTI (на језику: српски). Приступљено 2024-05-29.
10. ↑  Tanjug (2024-11-02). „Pesniku Gojku Đogu uručena književna nagrada "Izviiskra Njegoševa" za životno delo”. Euronews.rs (на језику: српски). Приступљено 2024-11-02.